# 1983 у Тернопільській області
| Роки в Тернопільській області 1920 • 1921 • 1922 • 1923 • 1924 • 1925 • 1926 • 1927 • 1928 • 1929 • 1930 • 1931 • 1932 • 1933 • 1934 • 1935 • 1936 • 1937 • 1938 • 1939 • 1940 • 1941 • 1942 • 1943 • 1944 • 1945 • 1946 • 1947 • 1948 • 1949 • 1950 • 1951 • 1952 • 1953 • 1954 • 1955 • 1956 • 1957 • 1958 • 1959 • 1960 • 1961 • 1962 • 1963 • 1964 • 1965 • 1966 • 1967 • 1968 • 1969 • 1970 • 1971 • 1972 • 1973 • 1974 • 1975 • 1976 • 1977 • 1978 • 1979 • 1980 • 1981 • 1982 • 1983 • 1984 • 1985 • 1986 • 1987 • 1988 • 1989 • 1990 • 1991 • 1992 • 1993 • 1994 • 1995 • 1996 • 1997 • 1998 • 1999 • → Див. також: XIX століття • XXI століття |

## Особи

### Народилися
- 8 січня — український військовик, учасник російсько-української війни 2014—2017 років Василь Приймак, нар. у білокриниці на Зборівщині, пом. 2015, місце і прични смерті різні в різних джерелах
- 15 березня — український політик, народний депутат України 8-го скликання Наталія Кацер-Бучковська, нар. у Бучачі
- 16 березня — український футболіст Андрій Кондзьолка, нар. у Сухівцях на Підволочищині
- 17 березня — український волейболіст і тренер Віктор Туркула, нар. у Збаражі
- 14 квітня — український військовик, учасник російсько-української війни 2014—2017 років Руслан Степула, нар. у Костільниках на Бучаччині, пом. 2014, загинув у бою біля Цвітних Пісків Слов'яносербського району на Луганщині
- 28 квітня — український письменник, перекладач, дослідник історії видавничої справи Остап Ножак, нар. у Чорткові
- 3 травня — український громадський і політичний діяч, народний депутат України Михайло Головко, нар. у Токах на Підволочищині
- 16 травня — український військовик, учасник російсько-української війни 2014—2017 років Ігор Новак, нар. в Оріховці на Підволочищині, пом. 2015, загинув у районі Дебальцевого на Донеччині
- 6 червня — український письменник Дмитро Колісник, нар. у Гермаківці на Борщівщині, пом. 1958 у Канаді
- 8 червня — український військовик, учасник російсько-української війни 2014—2017 років Дмитро Заплітний, нар. у Забойках поблизу Тернополя, пом. 2015, загинув під час артилерійського обстрілу в Шахтарському районі на Донеччині
- 14 липня — український стрибун на лижах з трампліна Віталій Шумбарець, нар. у Кременці